# Капитолово (деревня)
Капито́лово (фин. Kopittala) — деревня в Бугровском городском поселении Всеволожского района Ленинградской области.

## Название
Название происходит от имени Капитон.

## История
Впервые упоминается на карте Пауля Васандера, начерченной с оригинала первой трети XVII века, как селение «Kopitula».
Как деревня Кобитолова она обозначена на «Карте окружности Санкт-Петербурга» 1810 года.

КАПИТОЛОВО — деревня принадлежит Ведомству коменданта Санкт-Петербургской крепости, жителей по ревизии: 79 м. п., 78 ж. п.; (1838 год)

На этнографической карте Санкт-Петербургской губернии П. И. Кёппена 1849 года она обозначена как деревня «Kopittala», расположенная в ареале расселения эвремейсов. В пояснительном тексте к этнографической карте указано количество её жителей на 1848 год: эвремейсов — 87 м п., 88 ж. п.; ижоры — 2 чел.; всего 177 человек.

КАПИТОЛОВА — деревня Ведомства коменданта Спб крепости, по просёлкам, 12 дворов, 95 душ м. п. (1856 год)

Число жителей деревни Капиттолово по X-ой ревизии 1857 года: 112 м. п., 123 ж. п..
Согласно «Топографической карте частей Санкт-Петербургской и Выборгской губерний» в 1860 году деревня называлась Кабитолова и насчитывала 36 дворов.

КАПИТАЛОВО (КАБИТОЛОВО) — деревня Комендантского ведомства при р. Охте, 32 двора, 109 м. п., 115 ж. п.; (1862 год)

Согласно карте из «Исторического атласа Санкт-Петербургской Губернии» 1863 года на реке Охта существовали три деревни с названием Кабитолова.
Согласно подворной переписи 1882 года в деревне Капиттолово проживали 40 семей, число жителей: 139 м. п., 126 ж. п., лютеране: 110 м. п., 109 ж. п., разряд крестьян — ведомства Санкт-Петербургского коменданта, а также пришлого населения 6 семей, в них: 7 м. п., 4 ж. п., лютеране: 6 м. п., 4 ж. п..

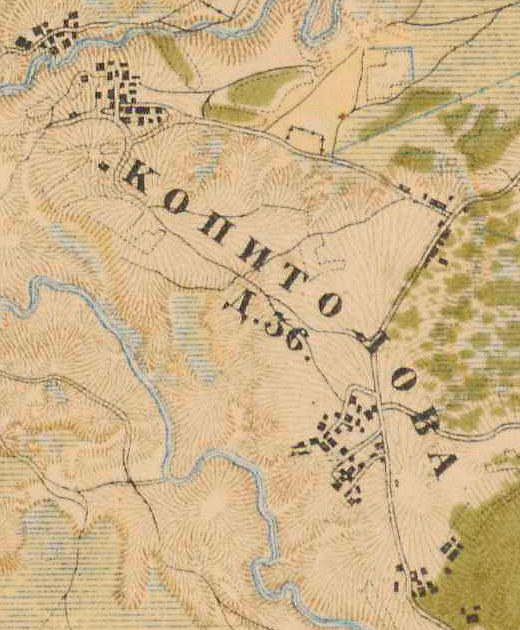
План деревни Капитолово. 1885 год.

Согласно «Карте окрестностей Санкт-Петербурга» в 1885 году деревня называлась Копитолова и состояла из 36 дворов.

КОБИТОЛОВО — посёлок, на земле седьмого сельского общества, 20 дворов, 68 м. п., 87 ж. п., всего 155 чел.

КАПИТАЛОВО — состояло из 3 посёлков: Энколово, Савколово, Мартикайсенмяки:

ЭНКОЛОВО — посёлок, на земле седьмого сельского общества при р. Охте, 10 дворов, 34 м. п., 37 ж. п., всего 71 чел.

САВКОЛОВО — посёлок, на земле седьмого сельского общества, 5 дворов, 22 м. п., 19 ж. п., всего 41 чел.

МАРТЫКАЙЗЕ — посёлок, на земле седьмого сельского общества при р. Охте, 26 м. п., 23 ж. п., всего 49 чел. (число дворов не указано). (1896 год)

В конце XIX — начале XX века деревня административно относилась к Токсовской волости 2-го стана Шлиссельбургского уезда Санкт-Петербургской губернии. Население деревни было однородным — финским.
В 1909 году в деревне Капитолова было 14 дворов.
В 1910 году в Капитолове была открыта начальная земская школа, учителем в которой была «барышня В. Крестьянова» (в 1914 — Варвара Матвеевна Крестьянова).

КАПИТОЛОВО — деревня Капитоловского сельсовета Токсовской волости Ленинградского уезда, 43 хозяйства, 224 души.

Из них: русских — 4 хозяйства, 11 душ; ингерманландцев — 37 хозяйств, 201 душа; эстов — 1 хозяйство, 4 души; поляков — 1 хозяйство, 8 душ (1926 год)

В том же 1926 году был организован Капитоловский финский национальный сельсовет, население которого составляли: финны — 1616, русские — 150, другие нац. меньшинства — 35 человек.
В состав сельсовета, по данным переписи населения 1926 года, входили деревня Капитолово, посёлки Паутиайзи, Савочкино, Энкколла и хутор Кивая. Сельсовет находился в составе Токсовской волости Ленинградского уезда.
В 1928 году население деревни составляло 226 человек.
В 1930-е годы в деревне был организован колхоз «Пуна-Инкери» («Красная Ингерманландия»).
По административным данным 1933 года деревня Капитолово являлась центром Капитоловского сельсовета Куйвозовского финского национального района. В сельсовете было 18 населённых пунктов: деревни Капитолово, Сувенмяки, Рандолово, Пелгози, Ханнулово, Хянникяйзи, Мережкино, Хейлози, Куялово, Аудио, Варакалово, Кузмолово, Просекомяки, Савочкино, Энколово, Поудиязи, а также выселки Край Инкери и Верный Путь, общей численностью населения 1816 человек.
По административным данным 1936 года центром Капитоловского сельсовета Токсовского района являлась деревня Кузьмолово. В сельсовете было 17 населённых пунктов, 389 хозяйств и 6 колхозов.
Национальный сельсовет был ликвидирован весной 1939 года.

КОПИТОЛОВО — деревня Капитоловского сельсовета Парголовского района, 406 чел. (1939 год)

Деревня Капитолово на карте 1939 года

Согласно топографической карте РККА 1939 года деревня насчитывала 47 дворов. В 1940 году деревня также насчитывала 47 дворов.
До 1942 года — место компактного проживания ингерманландских финнов.
В годы войны в окрестностях деревни находился комендантский аэродром, где располагался 999-й штурмовой авиаполк, защищавший «Дорогу жизни».
В 1958 году население деревни составляло 179 человек.
По данным 1966 и 1973 годов деревня Капитолово находилась в составе Муринского сельсовета.
С 23 октября 1989 года деревня Капитолово находилась в составе Бугровского сельсовета.
В 1997 году в деревне Капитолово Бугровской волости проживал 401 человек, в 2002 году — 467 человек (русские — 86%).
В 2007 году в деревне Капитолово Бугровского СП — 416.

## География
Деревня расположена в западной части района на автодороге 41К-316 (Порошкино — Капитолово), к югу от деревни Савочкино и к северу от деревни Лаврики.
Расстояние до административного центра поселения 8 км.
Расстояние до ближайшей железнодорожной станции Капитолово Приозерского направления Октябрьской железной дороги — 0,5 км.
Деревня находится на левом берегу реки Охты.

## Демография
| 1862 | 2007 | 2010 | 2017 |
| ---- | ---- | ---- | ---- |
| 224  | ↗416 | ↗442 | ↗468 |

Национальный состав
Согласно данным Всероссийской переписи населения 2021 года в деревне проживали 376 человек, из них:
 русские — 366, украинцы — 1 человек, остальные национальность не указали.

## Памятники
- В деревне похоронен лётчик, Герой Советского Союза Муравицкий Лука Захарович. Погиб в воздушном бою 30 ноября 1941 года на подступах к Ленинграду, свой последний вылет совершил из Капитолова.
- Решением облисполкома № 189 от 16 мая 1988 года находящееся в Капитолове братское кладбище советских воинов, погибших в борьбе с фашистами, признано памятником истории[41].

## Улицы
Муравицкого, Охтинская, Подгорный переулок, Правобережная, Речной переулок, Сосновый переулок, Тенистая, Центральная, Южная.

## Садоводства
Виктория, Грин Лэнд, Лужки, Можайское, Светлана.